# Bettna socken
Bettna socken i Södermanland ingick i Oppunda härad, ingår sedan 1971 i Flens kommun och motsvarar från 2016 Bettna distrikt.
Socknens areal är 83,23 kvadratkilometer, varav 68,29 land. År 2000 fanns här 936 invånare. Åkerö slott, tätorten Bettna samt sockenkyrkan Bettna kyrka ligger i socknen.  

## Administrativ historik

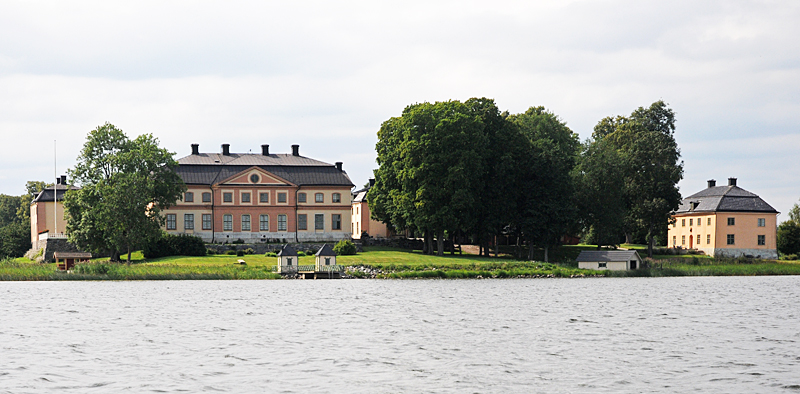
Åkerö slott.

Bettna socken har medeltida ursprung. 
Vid kommunreformen 1862 övergick socknens ansvar för de kyrkliga frågorna till Bettna församling och för de borgerliga frågorna till Bettna landskommun. Landskommunen utökades 1952 och upplöstes 1971 då denna del uppgick i Flens kommun. Församlingen utökades 2010.
1 januari 2016 inrättades distriktet Bettna, med samma omfattning som församlingen hade 1999/2000.  
Socknen har tillhört län, fögderier, tingslag och domsagor enligt vad som beskrivs i artikeln Oppunda härad.  De indelta soldaterna tillhörde Södermanlands regemente, Livkompaniet och Oppunda kompani och Livregementets grenadjärkår, Södermanlands kompani.

## Geografi
Bettna socken ligger öster om Katrineholm med Yngaren i sydväst och Långhalsen i norr och öster. Socknen är sjörik småkuperad odlingsbygd.
Gårdar och "små byar" i socknen är: Glippsta, Löta, Lena, Viby, Bogsten, Svärdsta (herrgård), Bo hage, Fågelsund, Sittuna, Valsta, Gallgrinda.

## Fornlämningar

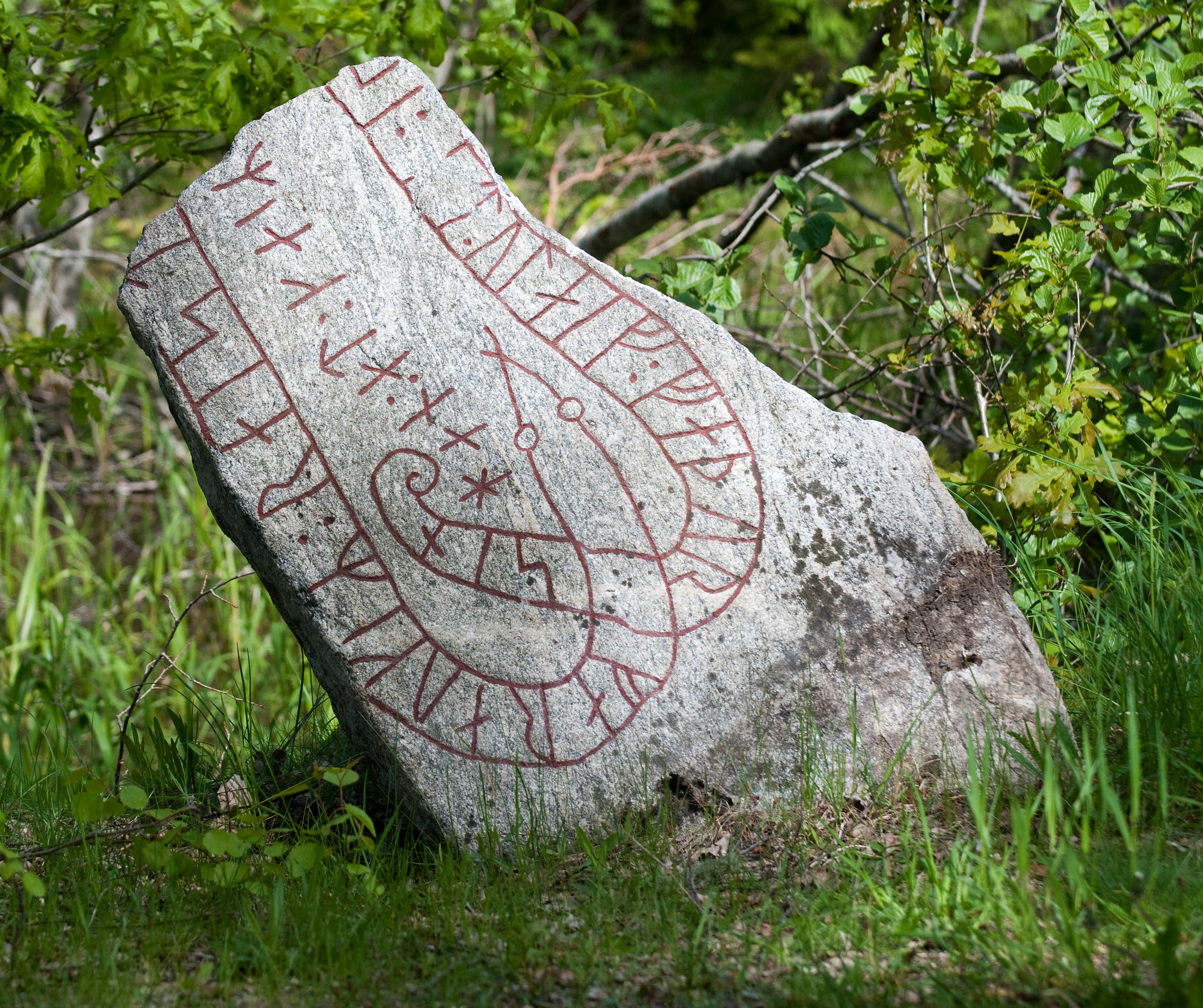
Runstenen Sö 52 vid Mälsundet i Bettna.

Från bronsåldern finns spridda gravrösen. Från järnåldern finns flera gravfält. Fem fornborgar och två runristningar har påträffats.

## Namnet
Namnet (1329 Betna) kommer från bebyggelse vid kyrkan och innehåller betna, 'bete, betsmark'. 